# Le Château dans le ciel
Ne pas confondre avec Le Château ambulant, du même réalisateur.
Le Château dans le ciel (天空の城ラピュタ, Tenkū no shiro Rapyuta, litt. « Laputa, le château dans le ciel ») est un film d'animation japonais du studio Ghibli, réalisé par Hayao Miyazaki en 1986. C'est le premier film du studio après sa création en 1985 et le troisième du réalisateur.  
En raison de la petite distribution que proposait le studio Ghibli à l'époque, puis du succès des nouveaux films (Le Voyage de Chihiro et Princesse Mononoké notamment), il n'est sorti en France qu'en 2003, soit dix-sept ans après sa sortie au Japon.

## Synopsis
Des pirates du ciel, la « bande de Dora », attaquent une forteresse volante ; ils recherchent une « pierre volante » appartenant à une jeune fille, (Sheeta), retenue prisonnière. Cette dernière arrive à s'enfuir pour atterrir chez Pazu, un garçon de son âge. Tous deux découvrent qu'ils ont un point commun : Laputa, une île légendaire flottant dans le ciel. Le père de Pazu l'avait vue de ses propres yeux mais personne ne l'avait cru, le laissant mourir de chagrin ; mais Sheeta a cette « pierre volante » qui conduit jusqu'à l'île. Poursuivis par les pirates et par Muska, un agent des services secrets épaulé par la flotte de l'armée, les deux enfants s'entraident pour y arriver avant eux. Muska veut se servir de la jeune fille pour parvenir à régner sur ces terres…

## Fiche technique
- Titre original : 天空の城ラピュタ (Tenkū no Shiro Rapyuta?)
- Titre français : Le Château dans le ciel
- Titre international : Laputa: Castle in the Sky
- Réalisation et scénario : Hayao Miyazaki
- Musique : Joe Hisaishi
- Production : Isao Takahata
- Société de production : studio Ghibli
- Société de distribution : Buena Vista Distribution
- Pays d’origine : Japon
- Langue originale : japonais
- Format : couleur, 16/9
- Durée : 124 minutes
- Dates de sortie :
  - Japon : 2 août 1986
  - France : 15 janvier 2003

## Distribution

### Voix originales
- Mayumi Tanaka : Pazu
- Keiko Yokozawa : Sheeta
- Kotoe Hatsui : Dora
- Minori Terada : Muska
- Fujio Tokita : Papy Pomme
- Ichiro Nagai : le général
- Takuzō Kamiyama : Charles
- Yoshito Yasuhara : Henri
- Sukekiyo Kamiyama : Louis
- Hiroshi Ito : Duffy
- Ryūji Saikachi : Pepère
- Machiko Washio : Okami
- Reiko Suzuki : la grand-mère
- Tomomichi Nishimura : le conducteur du train

### Voix françaises
- Olivier Martret : Pazu
- Manon Azem : Sheeta
- Perrette Pradier : Dora
- Pierre Tessier : Muska
- Yves Barsacq : Papy Pomme
- Benoît Allemane : le général
- Jérôme Pauwels : Henri
- Pierre Laurent : Louis
- Philippe Catoire : Duffy
- William Sabatier : Pepère
- Maïté Monceau : Okami
- Paule Emanuele : la grand-mère
- Jacques Bouanich : le conducteur du train

version française réalisée par la société de doublage Dubbing Brothers, sous la direction artistique de Mathias Kozlowski, avec une adaptation des dialogues par Philippe Videcoq.

## Production

### Genèse
Le mot « Laputa » (ラピュタ, Rapyuta) n’était pas présent à l’origine dans les premiers titres proposés ; certains titres incluaient le nom du héros principal, Pazu, avec une référence aux châteaux volants, mais le besoin de trouver une accroche culturelle pour les bailleurs de fonds et les distributeurs a mené à mentionner le nom de la cité volante du roman Les Voyages de Gulliver de Jonathan Swift.

### Scénario et influences

La Tour de Babel, Vienne.

Miyazaki s'est inspiré du troisième des Voyages de Gulliver de Jonathan Swift, « Voyage à Laputa ». Dans ce récit, Laputa était le nom d'une île volante, dont les habitants ont perdu tout sens commun, à force d'abuser de philosophie spéculative.
D’après Helen McCarthy, l’intérêt de Miyazaki pour la littérature apparaît clairement dans la quête du Château dans le ciel, où les deux héros sont arrachés de leur quiétude par des forces qui dépassent leur entendement et doivent évoluer et grandir pour prendre le contrôle de leur destinée. Cette construction rappelle celle de L'Île au trésor.
Pour la réalisation du Château dans le ciel, Miyazaki a été fortement influencé par un voyage effectué au Pays de Galles en 1985, peu après la période de grève des mineurs britanniques,. Dans une interview de 1999, le réalisateur raconte son admiration pour la communauté des mineurs se battant jusqu’à la fin pour la sauvegarde de leur travail et de leurs communautés ; c’est pour ça qu’il a souhaité faire de son héros un jeune mineur intégré à une communauté soudée, peu avant la fermeture des mines. Durant ce même voyage, il a été également impressionné par les restes d’une industrie abandonnée par l’homme, lui rappelant l’accident du LZ 129 Hindenburg. Pour la conception du Château, Miyazaki s'est fortement inspiré du village français de Cordes-sur-Ciel qui lui a donné l'impression qu'un « château volant flottait dans le ciel »,,.
En ce qui concerne l'architecture de l'île volante, constituée d’une rangée de trois remparts de diamètres décroissants, d’une citadelle surmontée d’un gigantesque arbre, et d’un dôme retourné dessous, préservant les secrets les plus sombres de l’ancienne civilisation, Miyazaki a été influencé par la représentation de la Tour de Babel de 1563 par Pieter Brueghel l'Ancien, par les décors du film Metropolis de Fritz Lang, réalisé en 1927, et par les illustrations d’Alan Lee de la cité de Minas Tirith pour Le Seigneur des anneaux.
Les robots, gardiens du château, sont directement inspirés de la machine dans Le Roi et l'Oiseau, film d'animation français dont Miyazaki a toujours été un grand admirateur. Miyazaki était plus particulièrement passionné par le « brouillon » du Roi et l'oiseau, à savoir La Bergère et le ramoneur, réalisé par Paul Grimault en 1952. L'une des scènes de ce film a probablement influencé la séquence du Château dans le ciel où le robot issu de la technologie de Laputa détruit la forteresse dans laquelle il est retenu prisonnier par Muska : il s'agit de la séquence où le robot géant programmé pour protéger la jeune fille, piloté par l'oiseau, réduit en cendres la cité du roi orgueilleux. À l'instar de ce qui arrive à Laputa, c'est le progrès technique et scientifique qui cause la perte du royaume. Chez Grimault comme chez Miyazaki, les robots permettent de témoigner d'une civilisation disparue et de prendre soin des espèces animales et végétales, loin de la mission destructrice pour laquelle ils avaient été programmés.
Les machines volantes présentes dans le film (Goliath, « flaptères » des pirates de Dora, sans oublier le château lui-même et la débauche d'engins volants du générique d'entrée) sont une des marques de Miyazaki, grand passionné d'aéronautique. Son père était en effet directeur d'une société liée aux aéronefs : elle fabriquait des pièces de queue pour les chasseurs japonais de la Seconde Guerre mondiale, les fameux « Zéros ».

### Univers visuel
La direction artistique du Château dans le ciel est assurée par Nizō Yamamoto, qui avait travaillé avec Miyazaki dès sa série animée Conan, le fils du futur en 1978 et avec Takahata pour Kié la petite peste en 1981.

### Musique
Ce film signe la deuxième collaboration entre Hayao Miyazaki à la réalisation et Joe Hisaishi pour la bande originale, après Nausicaä de la vallée du vent. La musique symphonique (accompagnée fréquemment d'un piano) de Hisaishi joue un rôle important dans le film, particulièrement dans certaines scènes : la découverte de Laputa, d'un calme immense après les scènes précédentes, plus mouvementées, doit sa sensation de plénitude au thème musical qui y est lié. La bande originale du film de 1986 dure environ 60 minutes, comprend quatorze pistes et inclut de la musique électronique.
En 1998, pour préparer la version anglophone du film, les studios Disney demandent à Joe Hisaishi de composer une bande originale plus longue (90 minutes) et orchestrale, ce qu'il fait. Cette version symphonique comprend 23 pistes.

### Sortie, promotion, adaptations
Lorsque Disney a sorti une adaptation du film en 1999, s’est posée la question de la traduction du titre, notamment pour ne pas choquer la communauté hispanique et latino-américaine aux États-Unis. Le problème a été résolu en ne gardant que la deuxième partie du titre.

## Accueil
| Pays ou région | Box-office      | Date d'arrêt du box-office | Nombre de semaines |
| -------------- | --------------- | -------------------------- | ------------------ |
| France         | 615 374 entrées | 11 février 2003            | 4                  |

Lors de sa sortie en salle au Japon, le film n’a pas fait aussi bien que son prédécesseur, Nausicaä de la vallée du vent, ne permettant de gagner qu’environ 2,5 millions de dollars. Cependant, le film est loin d’avoir été un échec, ayant attiré 800 000 personnes et été le film d’animation ayant eu le plus de succès au Japon l’année de sa sortie. Le mélange des thèmes action-aventure et techno-écologie a depuis permis à l’œuvre de gagner ses galons de film culte.

## Analyse
Helen McCarthy remarque que Le Château dans le ciel est une illustration de la méfiance de Miyazaki envers la science et la technologie en tant que vecteurs de progrès ; dans ses productions, plus le niveau de contrôle sur la technologie est grand, plus la violence, la cupidité et l’injustice qui l’accompagnent sont présentes. Cependant, il ne s’agit pas d’une critique de la technologie en elle-même, mais de l’incapacité pour l’homme à l’utiliser sagement.
Le philosophe Éric Dufour, dans son ouvrage Le cinéma de science-fiction (paru chez Armand Colin en 2012), considère Le Château dans le ciel comme une illustration du style steampunk (le steampunk renvoie à un imaginaire visuel de l’Angleterre industrielle de la fin du XIXe siècle). Selon lui, le film de Miyazaki ne fait aucune référence à l’Histoire mais introduit Laputa, une île céleste fictive : il met en scène un futur tel qu’il a pu être conçu et rêvé dans l’imaginaire de la révolution industrielle. Le Château dans le ciel s’ouvre sur des représentations de vieilles machines avant de faire apparaître l’usine d’extraction de charbon et ses machines à vapeur, et les premiers moyens de locomotion et de communication (le téléphone, l’automobile). Ces machines ont une caractéristique insolite, qui a pour conséquence que le monde duquel elles sont issues fait référence au nôtre mais avec une négation de sa technologie : par exemple, quand les pirates de Dora s’envolent après qu’on les a vu remonter à la main leurs machines volantes, É. Dufour suggère l'étonnement dont peut faire preuve le spectateur devant la différence entre la technologie rudimentaire qu’ils utilisent et les performances de leurs machines. Le film de Miyazaki plonge le spectateur dans un monde où la technologie, aussi vieillotte qu’elle puisse être, n’en a pas moins des résultats comparables – voire meilleurs – à ceux d’une technologie plus moderne. Ce que décrit ici le steampunk, ce sont donc les résultats impossibles et inconcevables d’une technologie qui n’en est pas moins présentée comme si elle pouvait les produire.

## Distinctions
- 1987 : Prix Mainichi Noburō Ōfuji 1986 pour Hayao Miyazaki, son équipe et la société Tokuma Shoten.